# Simon-Claude Constant-Dufeux
Simon-Claude Constant-Dufeux (Parijs, 1801 – Parijs, 1871) was een Frans architect.

## Werken
- Panthéon (Parijs) 1850
- Palais du Luxembourg 1866

- Bibliothèque nationale de France: cb14841540s (data)
- Gemeinsame Normdatei: 1124191585
- International Standard Name Identifier: 0000 0001 1690 7377
- Base Léonore: LH//582/63
- Système universitaire de documentation: 181636190
- Union List of Artist Names: 500097945
- Virtual International Authority File: 96404107
- WorldCat: E39PBJw4wTYRhw9qKJHG8MFqcP